# Tomoya Ugajin
Tomoya Ugajin (jap. 宇賀神 友弥, Ugajin Tomoya; * 23. März 1988 in Toda) ist ein ehemaliger japanischer Fußballspieler.

## Karriere

### Verein
Ugajin spielte in der Jugend für die Urawa Red Diamonds und Ryūtsū-Keizai-Universität. Er begann seine Profikarriere bei den Urawa Red Diamonds. Er trug 2017 zum Gewinn der AFC Champions League 2017 bei. Nach 296 Ligaspielen wechselte er im Januar 2022 nach Gifu zum Drittligisten FC Gifu. Hier bestritt er 64 Drittligaspiele. Nach zwei Spielzeiten kehrte er im Januar 2024 zu seinem ehemaligen Verein Urawa Red Diamonds zurück. In seiner letzten Spielzeit bestritt er zwei Ligaspiele. Mit Urawa gewann der 2018 und 2021 den japanischen Pokal, 2016 den Ligapokal. Nach Ende der Saison 2024 beendete er seine Karriere als Fußballspieler.

### Nationalmannschaft
Am 23. März 2018 debütierte Ugajin für die japanische Fußballnationalmannschaft in einem Freundschaftsspiel gegen Mali.

## Erfolge
Urawa Red Diamonds
- AFC-Champions-League-Sieger: 2017
- Japanischer Pokalsieger: 2018, 2021
- Japanischer Ligapokalsieger: 2016